# Ties Wieggers
Ties Wieggers (Lichtenvoorde, 13 december 2002) is een Nederlands voetballer die speelt als doelman. In augustus 2024 debuteerde hij voor De Graafschap.

## Clubcarrière
Wieggers speelde in de jeugd van Longa '30 en stapte in 2013 over naar de opleiding van De Graafschap. Deze doorliep hij en in het seizoen 2021/22 zat hij voor het eerst als reserve op de bank bij het eerste elftal. Tijdens de twee seizoenen erop was hij in alle competitiewedstrijden een ongebruikte wisselspeler. Zijn debuut volgde op 11 augustus 2024, toen hij in de Eerste divisie tegen FC Volendam in de basisopstelling mocht beginnen. Met hem ondr de lat ging de wedstrijd in de slotminuten met 4–3 gewonnen.
Na zijn debuut speelde hij nog twee wedstrijden in augustus, waarna hij een paar maanden lang alleen nog in de KNVB Beker actief was. In maart 2025 keerde hij weer terug, na een blessure van Joshua Smits. Coach Marinus Dijkhuizen koos Wieggers daarop als eerste keuze onder de lat voor de rest van het seizoen. Hierop werd een optie in zijn aflopende contract gelicht, waardoor hij tot medio 2026 vast kwam te liggen. In juni 2025 tekende Wieggers een nieuw contract tot medio 2027, met een optie op een jaar extra.

## Clubstatistieken
| Seizoen | Club          | Competitie     | Competitie | Competitie | Beker | Beker | Internationaal | Internationaal | Nacompetitie | Nacompetitie | Totaal | Totaal |
| Seizoen | Club          | Competitie     | Wed.       | Dlp.       | Wed.  | Dlp.  | Wed.           | Dlp.           | Wed.         | Dlp.         | Wed.   | Dlp.   |
| ------- | ------------- | -------------- | ---------- | ---------- | ----- | ----- | -------------- | -------------- | ------------ | ------------ | ------ | ------ |
| 2021/22 | De Graafschap | Eerste divisie | 0          | 0          | 0     | 0     | —              | —              | —            | —            | 0      | 0      |
| 2022/23 | De Graafschap | Eerste divisie | 0          | 0          | 0     | 0     | —              | —              | —            | —            | 0      | 0      |
| 2023/24 | De Graafschap | Eerste divisie | 0          | 0          | 0     | 0     | —              | —              | —            | —            | 0      | 0      |
| 2024/25 | De Graafschap | Eerste divisie | 12         | 0          | 2     | 0     | —              | —              | 2            | 0            | 8      | 0      |
| Totaal  | Totaal        | Totaal         | 12         | 0          | 2     | 0     | 0              | 0              | 2            | 0            | 16     | 0      |

Bijgewerkt op 24 juni 2025.